# Considérations sur les causes de la grandeur des Romains et de leur décadence
Considérations sur les causes de la grandeur des Romains et de leur décadence, également connu sous le titre Grandeur et décadence de l’empire romain,  est une œuvre de Montesquieu, rédigée en 1734, évoquant la Rome antique, ses forces politiques, ses abus et les causes de sa chute . 
Cet ouvrage va inspirer nombre d’esprits de son temps, dont sans doute Edward Gibbon qui développera fortement le sujet en 1776 dans son Histoire de la décadence et de la chute de l'Empire romain.
Quatorze ans après sera publié De l'esprit des lois, ouvrage maître des Lumières au XVIIIe siècle, où Montesquieu entreprend une réflexion philosophique sur l'histoire romaine.
Cet ouvrage a une grande importance sur le plan historiographique, car il a contribué à structurer ultérieurement la chronologie en grandes périodes : Antiquité, Moyen Âge, Renaissance et début des temps modernes.